# 글로벌 레슬링 네트워크
글로벌 레슬링 네트워크(Global Wrestling Network)는 2017년 9월에 설립된 GFW 소유의 자체 자체 네트워크 방송국이다. 
과거와 현재의 경기 명장면 영상을 실시간으로 시청 가능하다.

## 비슷한 서비스
- NWA 클래식스
- WWE 네트워크
- 신일본 월드